# Blandskog

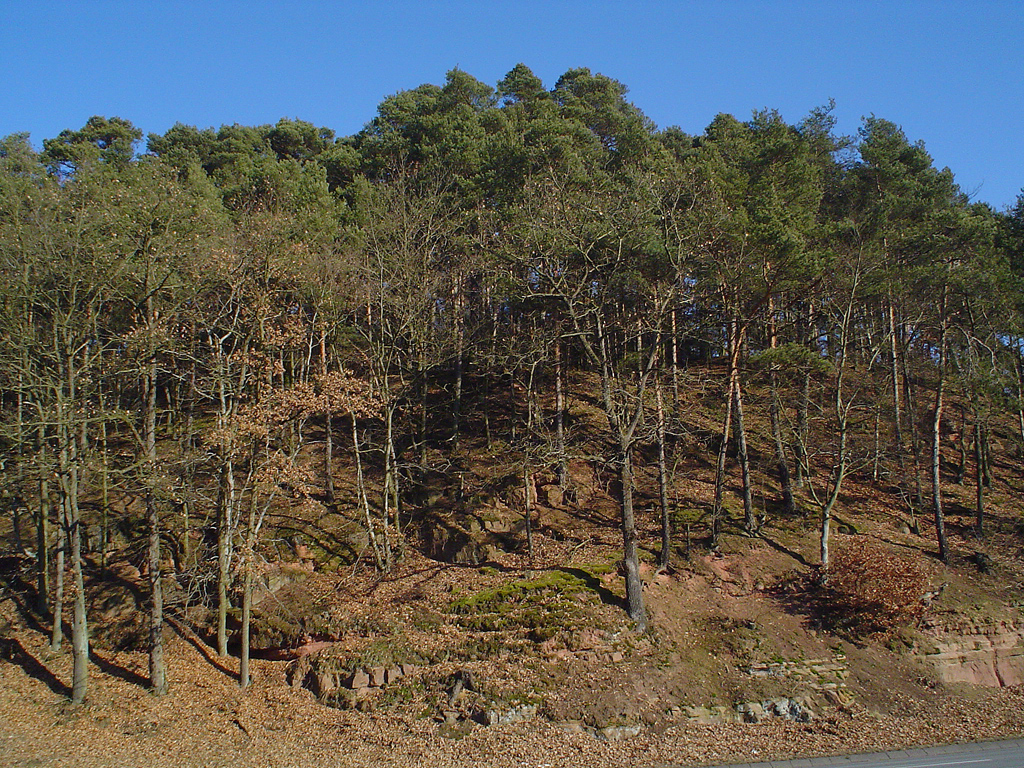
Blandskog i Lahnberg Österrike.

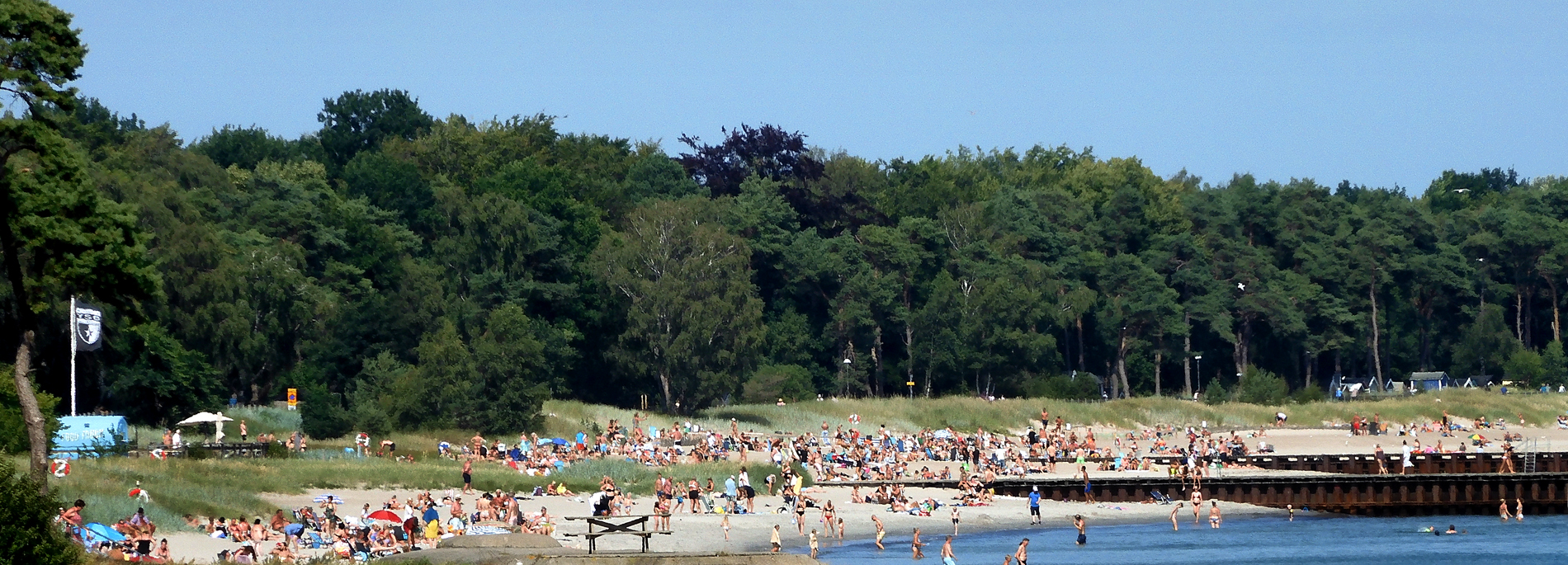
Blandskog längs en badplats i Ystad.

En blandskog är skog som har en betydande förekomst av minst två olika trädslag. Om inget trädslag dominerar med mer än 70% av trädbeståndet räknas det av Skogsstyrelsen som blandskog. Riksskogstaxeringen använder istället gränsen 65%.
Blandskog är otrolig artrik, eftersom många olika träd skapar många små mikromiljöer för både små djur och växter som kan kräva en lite mer fuktigare miljö för att överleva. Därmed finns också fler större djur som enklare kan hitta föda i blandskogen för att den har mycket att erbjuda. Detta gäller inte bara födan utan också frågan om boet. 